# Sick
Sick är det amerikanska punkrockbandet Duff McKagan's Loadeds andra studioalbum, släppt den 7 april 2009 av Century Media.

## Låtlista
| Nr | Titel                            | Låtskrivare                             | Längd |
| -- | -------------------------------- | --------------------------------------- | ----- |
| 1  | "Sick"                           | McKagan, Reading, Rouse, Squires        | 2:51  |
| 2  | "Sleaze Factory"                 | McKagan, Reading, Rouse, Squires        | 3:47  |
| 3  | "Flatline"                       | Bruce, Howes, McKagan                   | 3:02  |
| 4  | "IOU"                            | McKagan, Reading, Rouse, Squires        | 3:36  |
| 5  | "The Slide"                      | McKagan, Reading, Rouse, Squires        | 3:10  |
| 6  | "Translucent"                    | McKagan, Reading, Rouse, Squires        | 3:08  |
| 7  | "Mother's Day"                   | McKagan, Reading, Rouse, Squires        | 3:50  |
| 8  | "I See Through You"              | McKagan, Reading, Rouse, Squires        | 3:57  |
| 9  | "Forgive Me"                     | Bruce, McKagan, Reading, Rouse, Squires | 4:12  |
| 10 | "No Shame"                       | Bruce, McKagan, Squires                 | 3:32  |
| 11 | "Blind Date Girl"                | McKagan, Reading, Rouse, Squires        | 5:10  |
| 12 | "Wasted Heart"(Electric Version) | McKagan, Reading, Rouse, Squires        | 4:57  |
| 13 | "No More"                        | Bruce, McKagan                          | 4:33  |

iTunes-versionen
| Nr | Titel                    | Låtskrivare                      | Längd |
| -- | ------------------------ | -------------------------------- | ----- |
| 14 | "Roll Away"              | McKagan, Reading, Rouse, Squires | 4:59  |
| 15 | "Flatline"(Instrumental) | McKagan, Reading, Rouse, Squires | 3:02  |